# Берлин, Борис Абрамович
Борис Абрамович Берлин (1926—2003) — специалист в области ТВ-техники, главный конструктор ТВ-камер для вещания разработки ВНИИТ, лауреат Государственной премии СССР (1982).

## Биография
Родился 07.01.1926 в Ленинграде. С 1941 по 1943 г. — курсант Ленинградской авиационной спецшколы; одновременно нёс патрульную службу на улицах города. В 1944-1945 курсант Харьковского военного авиационного училища.
Окончил Ленинградский институт авиационного приборостроения (ныне - ГУАП) (1951).
С 1950 по 1992 г. работал во ВНИИ телевидения (ВНИИТ), с 1964 гл. конструктор телекамер, начальник лаборатории вещательного телевидения.
Автор около 20 разработок различных модификаций телекамер, в их числе КТ-6 для передвижной телестанции (1954), КТ-27 для трансляционного пункта Кремлёвского Дворца съездов (1961), цветных камер КТ-116 (1970), КТ-116М (1972), КТ-132 (1974—1976), малогабаритной цветной камеры КТ-190 (1985).
С 1993 по 2002 год ведущий специалист ВГТРК телекомпании «Россия».
Лауреат Государственной премии СССР (1982 — за разработку комплекса третьего поколения типовой аппаратуры цветного телевидения, промышленное освоение его для оснащения телецентров страны и создание базы для многопрограммного телевизионного вещания из города Москвы) и премии Совета Министров СССР (1972). Награждён орденом Трудового Красного Знамени (1967).